# Brunhuvad trapp
Brunhuvad trapp (Neotis ludwigii) är en utrotningshotad afrikansk fågel i familjen trappar inom ordningen trappfåglar. Den förekommer i sydväst, från sydvästra Angola söderut till Sydafrika. IUCN kategoriserar arten som starkt utrotningshotad.

## Utseende
Brunhuvad trapp är en brunaktig trapp. Ovansidan är brun med beigefärgad fin marmorering, på stjärten även breda mörka band. I flykten syns vita vingpaneler som vanligen döljs på sittande eller stående fågel. Huvud, hals och bröst är mörk- eller sotbruna, nacken gråvit med en mattorange fläck längst ner och buken vit. Näbben är brun, benen gulaktiga. Honan är ljusare än hanen och mer fläckad på huvud och hals. Brunhuvade trappens hane är 85 cm lång, honan mindre. Vikten skiljer sig mycket kraftigt mellan könen, där hanen väger 4,2–6 kg och honan endast 2,2–2,5 kg.

## Läte
Den spelande hanen blåser upp nackfjädrarna och yttrar varje 15–30 sekund ett djupt skällande ljud som i engelsk litteratur återges "woodoomp".

## Utbredning och systematik
Brunhuvad trapp förekommer från sydvästligaste Angola till Namibia, sydvästra Botswana och Sydafrika. Den är delvis flyttfågel som rör sig i april–maj mot sydväst från områden med sommarregn till mer kustnära områden med vinterregn. Fågeln behandlas som monotypisk, det vill säga att den inte delas in i några underarter.

## Levnadssätt
Brunhuvad trapp hittas på grässlätter med inslag av törnbuskar och halvöken. Den livnär sig på ryggradslösa djur, små ryggradsdjur och vegetabilier som bär från Lycium oxycladum. Häckning sker augusti–december. Boet är bara en uppskrapad grop i marken bland stenar, på en sluttning eller en ås. Däri lägger den två ägg.

## Status och hot
Studier från 1980-talet uppskattade världspopulationen till 56 000–81 000 individer, varav hälften upp till tre fjärdedelar i Sydafrika. IUCN kategoriserar arten som starkt hotad. Senare studier från 2010–2012 uppskattade istället den sydafrikanska populationen till hela 114 000 fåglar. Den tros ha minskat mycket kraftigt i antal, med mellan 50 och 80 % de senaste drygt 30 åren. Det största hotet mot arten tros vara kollision med kraftledningar.

## Namn
Fågelns vetenskapliga artnamn hedrar den tyske botanikern Karl Ferdinand Heinrich Freiherr von Ludwig (1784-1847), verksam i Sydafrika 1805-1847. Fram tills nyligen kallades den ludwigtrapp även på svenska, men justerades 2023 till ett enklare och mer informativt namn av BirdLife Sveriges taxonomikommitté.